# Les Aventures de Sherlock Holmes (série de jeux vidéo)
Pour les articles homonymes, voir Les Aventures de Sherlock Holmes (homonymie).
Les Aventures de Sherlock Holmes, ou Les Nouvelles aventures de Sherlock Holmes (à partir de 2011) est une série de jeux vidéo d'aventure développée par le studio Frogwares depuis 2002. Les jeux se déroulent dans l'univers du détective Sherlock Holmes au temps de l'Angleterre victorienne, restant ainsi fidèle aux aventures écrites par Arthur Conan Doyle. On retrouve dans cette série, outre Sherlock Holmes, le Docteur Watson ainsi que l'Inspecteur Lestrade et le Professeur Moriarty dans certains opus.
La série n'est pas une adaptation du recueil de nouvelles Les Aventures de Sherlock Holmes (1892) : le scénario de chaque jeu est inventé au sein de l'équipe de Frogwares. Des allusions au « canon holmésien » de Conan Doyle sont toutefois assez fréquentes.

## Jeux de la série

### Jeux d'aventure
Premier opus (2002) : Sherlock Holmes : Le Mystère de la momie
- Jeu en vision subjective (« à la première personne ») et 3D précalculée se déroulant en 1899 dans le manoir d'un archéologue décédé. Le jeu est jouable sur PC.

Deuxième opus (2004) : Sherlock Holmes : La Boucle d'argent
- Le jeu utilise cette fois-ci une vue à la troisième personne dans un gameplay point & click « traditionnel » du jeu d'aventure. L'intrigue se déroule ici en octobre 1897, et Holmes et Watson enquêtent sur le meurtre par balle de Sir Bromsby qui s'est déroulé sous leurs yeux lors d'une réception.

Troisième opus (novembre 2006) : La Nuit des sacrifiés
- Il s'agit du premier jeu de la série qui ait été réalisé en véritable 3D. Le jeu se déroule de nouveau en vision subjective, et les deux compagnons enquêtent cette fois-ci de septembre à décembre 1894 sur un trafic d'être humains très sombre lié au mythe de Cthulhu issu de la littérature de H. P. Lovecraft. Le jeu a été très apprécié des critiques, recevant notamment le prix de la « meilleure exploitation de licence 2007 » par GameSpot[1]. Le jeu a été connu une réédition « remasterisée » en 2008, comprenant notamment une nouvelle possibilité de perspective en vue à la troisième personne.

Quatrième opus (octobre 2007) : Sherlock Holmes contre Arsène Lupin
- Arsène Lupin lance ici un défi à Sherlock Holmes : parvenir à l'arrêter avant qu'il ne vole cinq grands objets de valeur dans les plus célèbres musées londoniens. L'action se déroule du 14 au 19 juillet 1895. Tout comme pour La Nuit des Sacrifiés, le jeu se déroule en vision subjective, et une version remasterisée sortie en 2010 inclut une nouvelle perspective en vision cinéma.

Cinquième opus (avril 2009) : Sherlock Holmes contre Jack l'Éventreur
- Sherlock Holmes mène ici l'enquête sur l'affaire Jack l'Éventreur. Le jeu est particulièrement fidèle vis-à-vis de la véritable affaire : la chronologie des meurtres est parfaitement respectée (de fin août à novembre 1888), de véritables articles de journaux sont traduits, les rapports de médecins légistes sont exacts, les détails de l'affaire sont traités avec minutie.

Sixième opus (2012) : Le Testament de Sherlock Holmes
- Le jeu se déroule fictivement en 1898. L'un des personnages présents dans ce scénario réapparaitra dans le huitième opus de la série. À l'occasion de la sortie de ce jeu, le nom de la série est modifié et devient Les Nouvelles aventures de Sherlock Holmes.

Septième opus (2014) : Sherlock Holmes: Crimes & Punishments
- Le détective se trouve confronté à six enquêtes indépendantes qu'il lui faut résoudre. Deux de ces enquêtes (la première et la quatrième) sont des adaptations directes (et assez fidèles) de nouvelles de Conan Doyle. Le titre du jeu, qui fait référence à l’œuvre de Dostoïevski (Holmes lit l'ouvrage durant plusieurs scènes de voyage en fiacre), renvoie également à une spécificité de cet opus : à l'issue de chaque enquête, l'enquêteur est invité à faire un choix moral : condamner ou acquitter la personne qu'elle estime être coupable.

Huitième opus (2016) : Sherlock Holmes : The Devil's Daughter
- Sherlock Holmes doit résoudre cinq enquêtes. À l'occasion, un personnage du sixième jeu (Le Testament de Sherlock Holmes) réapparaît.

Neuvième opus (2021) : Sherlock Holmes : Chapter One
- L'univers où il se déroule est particulier, puisqu'il s'agit du premier opus dont l'intrigue ne prend place ni à Londres, ni en Angleterre, mais sur l'île fictive de Cordona, située en mer Méditerranée, proposant donc un univers dépaysant aux habitués de la série. Le personnage de Sherlock Holmes est lui aussi assez différent des précédents opus, car plus jeune, et moins mature et expérimenté. C'est également le premier jeu de la série où le docteur Watson ne fera aucune apparition, les deux protagonistes ne s'étant pas encore rencontrés.

Dixième opus (2023) : Sherlock Holmes : The Awakened (Remake)
- D'abord, dévoilé sous le nom de Project Palianytsia, il a été révélé le 28 juillet 2022 par le studio qu'il serait en réalité le remake du troisième opus de la série, Sherlock Holmes : La Nuit des Sacrifiés. Ce remake sera fait à partir de zéro, ne reprenant rien du jeu original, si ce n'est l'histoire (même cette dernière fera l'objet de réécriture pour coller à la direction prise dans Chapter One, à savoir un Sherlock Holmes plus jeune. Ce sera ainsi une de ses premières grosses affaires depuis sa rencontre avec le docteur Watson. L'enquête de Holmes sur des disparitions mystérieuses le conduira au cœur du culte de Cthulhu, issu de l'auteur H.P. Lovecraft.

### Jeux casual
En parallèle de ses jeux d'aventure, Frogwares développe depuis 2008 une série « Sherlock Holmes » composée de jeux casual. Ces jeux se caractérisent par un faible niveau de difficulté pour être accessibles à tous, et utilisent pour cela un recours massif aux systèmes d'aide. Ces jeux sont constitués d'un ensemble de puzzles, de jeux de logique et de séquences de recherches d'objets cachés, tandis que le scénario n'occupe pas une place fondamentale et peut même être considéré comme un prétexte pour créer un lien entre les différents mini-jeux.
- 2008 : Sherlock Holmes : Le Mystère du tapis persan pour PC
- 2009 : Sherlock Holmes : Le Secret de la Reine pour Nintendo DS
- 2010 : Sherlock Holmes : Le Chien des Baskerville pour PC
- 2012 : Sherlock Holmes : Le Mystère de la ville de glace pour Nintendo 3DS